# Jan Szamowski (kasztelan brzeziński)
Jan Szamowski herbu Prus I (ur. ok. 1530, zm. 1589) – kasztelan gostyniński w latach 1568–1576, kasztelan kowalski w latach 1576–1577, kasztelan brzeziński w latach 1577–1589.

## Życiorys
Pochodził z rodziny senatorskiej, był synem Stanisława Szamowskiego, pełniącego wysokie funkcje państwowe.
Pierwszym jego urzędem była senatorska godność kasztelana gostynińskiego (1568–1576). Był protestantem, uczestniczył w konwokacji warszawskiej. W 1575 roku w czasie wolnej elekcji głosował na cesarza Maksymiliana II Habsburga. Mimo to zjawił się na sejmie koronacyjnym krakowskim Stefana Batorego w 1576 r., jeszcze jako kasztelan gostyński. Awansował następnie na kasztelana kowalskiego. W 1577 został kasztelanem brzezińskim (1577–1589).
Jan Szamowski był właścicielem kilku wsi, należących następnie do kluczu majątkowego Szamowskich: Szamowa, Wargawy Starej, Budek, Włoskowa, Strzegocina, Oraczewa, Kter, Kalinowa, Zieleniewa oraz Gajewa Górnego.
Miał za żonę Annę z Sierakowskich, córkę wojewody łęczyckiego Jana Sierakowskiego.